# Ландтаг Гессену
Ландтаг Гессену (нім. Hessischer Landtag) — парламент землі Гессен. Його завдання та його структура регулюють конституції землі Гессен. З часу свого першого зібрання в грудні 1946 року ландтаг розташований у колишньому міському палаці герцогів Нассау на Палацовій площі в столиці Гессена Вісбадені. 110 членів ландтагу обираються строком на п'ять років.

## Скликання 2018 року
Регіональні вибори в Гессені відбулись 28 жовтня 2018 року.
Вони були наступними після виборів в Баварії, які відбулись двома тижнями раніше. Також як і в Баварії, партії входять у Федеральний уряд, такі як партія ХДС канцлера Ангели Меркель і СДПН, у сумі втратили понад 20 % голосів (ХДС -11.3 %, СДПН -10.9 %), тоді як партнер по коаліції ХДС у парламенті Гессену партія Зелених і опозиційна партія Альтернатива для Німеччини (АДН) домоглися найбільшого зростання порівняно з виборами 2013 року. АДН отримала (+9 %), що трохи більше ніж Зелені (+8.7 %). Невеликі партії теж отримали більше голосів. Явка ж знизилася на 5,9 % і склала 67.3 %.
Попри найбільшу втрату голосів, ХДС зберіг лідерські позиції. Зелені і СДПН отримали однакову кількість місць, але Зелені набрали на 66 голосів більше. АДН, які вперше брали участь у виборах у ландтаг Гессену 2013 року й не змогли пройти туди, 2018 року виявилися єдиною новою силою в цьому регіональному парламенті, унаслідок чого стали третьою партією, представленою у всіх ландтагах Німеччини, після за ХДС/ХСС і СДПН.